# Westcottia amorpha
Westcottia amorpha  (лат.) — вид жуков-златок. Единственный вид рода Westcottia (=Evagora Gory & Laporte, 1839).

## Распространение
Африка.

## Описание
Тело широкое, черно-бронзовое, блестящее.

## Систематика
Родовое название Westcottia Bellamy, 1997 было предложено для замены таксона Evagora Gory & Laporte, 1839, так как последний был преоккупирован другим таксоном (род бабочек Evagora Péron & Lesueur 1810, ныне также замененный на Coleotechnites; семейство Gelechiidae).
- Westcottia amorpha (Gory & Laporte, 1839:2)
  - =Evagora amorpha Laporte & Gory, 1839